# Sjusjas statliga historiska och arkitektoniska reservat
Sjusjas statliga historiska och arkitektoniska reservat (azerbajdzjanska: Şuşa Dövlət Tarix - Memarlıq Qoruğu) är ett statligt kulturreservat i Azerbajdzjan. Sedan 2001 är reservatet uppsatt på Azerbajdzjans förhandslista (tentativa lista) över planerade världsarvsnomineringar.

## Historia
Som ett resultat av de instabila politiska förhållandena i Kaukasien växte flera självständiga khanat och sultanat fram. På grund av potentiella krig mellan dessa, var byggdandet av försvarsanläggningar ett måste.
Detta gjorde att ett antal befästa städer växte fram i Azerbajdzjan. Ledaren för det Karabakhkhanatet, Panah Ali Khan, grundade staden Panahabad, som senare fick namnet Shusha.
Hans andra fästen var Slottet i Bayat (1747) och Slottet i Shahbulag (1752). Efter att Ryssland tagit kontroll över khanatet 1805 i enlighet med Freden i Kurekchay och följande Freden i Gulistan samt Freden i Turkmenchay, upplöstes khanatet och dess huvudstad Sjusja blev istället provinshuvudstad 1841. Sjusja ligger på toppen av berget och kallas ibland "staden på berget" med tre branta stup och omgiven av täta skogar. Huvudentrén, vars väg går norrut mot Ganja kallades Ganjaporten.
Bergets topp ligger 1 600 meter över havet, dess lägsta delar ligger 1 300 meter över havet. Staden har därför en tydlig överblick över omgivningarna som förhindrar överraskningsattacker.

## Arkitektoniska och naturliga attribut
Sjusja liksom flera andra slott i Kaukasus byggdes utifrån de naturliga förutsättningarna. Sjusja byggdes i tre steg. Första steget var 1753-1754 då fästets murar, torn och nio distrikt anlades på den lägre östra delen. Andra steget var 1756-1805 och omfattade byggandet av åtta distrikt i den övre östra delen av staden och tolv distrikt på västra sidan. Efter att området inkorporerats i Tsarryssland, fortsatte byggandet på västra sidan och svårare sidor av berget. Då Sjusja har begränsat urbant byggande på 1900-talet, har den bevarat sin historiska arkitekturplanerade sammansättning. Varje distrikt i Sjusja har madrassor, moskéer, vattenkällor och badhus. Distriktens moskéer är rätvinkliga likt vanliga bostadshus. Moskébyggnaderna byggdes av lokal vit sten och minareterna byggdes med bränt tegel. Bland de mest kända moskéerna i Sjusja finns Yukhari Govhar Agha moské och Ashaghi Govhar Agha moské. Sjusja var en av den internationella handelns centra och var en plats rikt på karavanserajer såsom Agha Gahraman Mirsiyab karavanseraj. Sjusja hade en berikad kultur med vackra gator, torg, moskéer, mausoleum, kyrkor, källor, slottsmurar, museum såsom Sjusjas historiska museum, palats tillhörande Panah Ali Khan, Ibrahim Khalil Khan, Govhar Agha, Khurshidbanu Natavan, Gara Boyuk khanum, huset Uzeyir Hajibeyov, Bulbul, Jabbar Garyagdioglu, osv. Det anses vara centrum för den Azerbajdzjanska musiken, kulturen och den utomordentliga arkitekturen från 17- och 1800-talen. En stenåldersgrotta nära Sjusja visar att området har befolkats av tidigare civilisationer sedan forntiden. Verktyg och keramikkärl från paleolitisk, mesolitisk, eneolitisk tid samt brons- och järnåldern har hittats under arkeologiska utforskningar av grottan. Sjusjas mineralrika vattenkällor rinner ut i Dashalty och Halfaly i Dashaltyravinen nedanför Sjusja.
Den 10 augusti 1977, förklarades staden och dess omgivning vara ett historiskt och arkitektoniskt reservat i Azerbajdzjan genom resolution nummer 280.

## Nuvarande tillstånd
Sjusja ockuperades av armeniska styrkor den 8 maj 1992 under Kriget i Nagorno-Karabach. Kriget slutade med att Nagorno-Karabach autonoma oblast och sju kringliggande regioner i Azerbajdzjan ockuperades i maj 1994. De flesta arkitekturmonumenten såsom moskéerna Mamayi, Mardinli, Taza Mahalla och madrassorna och M.P. Vagif mausoleum förstördes och några såsom moskéerna Yukhari Govhar Agha, Ashaghi Govhar Agha, Saatlis är delvis förstörda..

## Landmärken i staden
- Jidir Duzu
- Yukhari Govhar Agha moské
- Ashaghi Govhar Agha moské
- Saatli moské
- Seyidli moské
- Guyulug moské
- Taza Mahalla moské
- Mamayi moské
- Khoja Marjanli moské
- Mardinli moské
- Bahman Mirzas skattkammare
- Haji Heydars grav
- Chukhur Mahalla moské
- Vagif mausoleum
- Agha Gahraman Mirsiyabs karavanseraj
- Ganjaporten
- Sjusjas historiska museum
- Ibrahim Khans slott
- Panah Khans slott
- Khan Gizikällan
- Isakällan
- Shusha Realniskolan